# Сјеверни Кавказ
Сјеверни Кавказ (рус. Северный Кавказ) је историјско-културна област Русије. Област укључује сјеверозападну падину Великог Кавказа и Предкавказја (не укључујућ његову источну страну, повезану са Азербејџаном) и западну страну јужног тога ријеке Псоу (која чини границу између Русије и Абхазије). Сјеверни Кавказ је најгушће насељена област Русије. Највећи број становника чине припадници сјевернокавкаских народа, који су по попису из 2002. године бројали 6 милиона становника. Област захвата површину од 258,3 km2 (1,5% укупне површине државе). Укупан број ставника је око 14,6 милиона (по процјени од 1. јануара 2010), или 10,5% укупног броја ставника Русије.
Сјеверни Кавказ је у састав руске државе ушао у 16. вијеку, а потпуно контрола је успостављена након Кавкаског рата 1859. године. Данас се на територији Сјеверног Кавказа налази седам република (Адигеја, Карачајево-Черкезија, Кабардино-Балкарија, Сјеверна Осетија, Ингушетија, Чеченија и Дагестан) и двије покрајине (Краснодарска и Ставропољска Покрајина), подјељене између Јужног и Сјевернокавкаског федералног округа. Ако се у састав Сјеверног Кавказа у потпуности укључи Предкавказаје, граница се спороди по Кумско-маничкој депресији, а у састав Сјеверног Кавказа се морају урачунати Калмикија и Ростовска област, које се налазе јужно од ријеке Мањич.

## Напомена
1. ↑  Руска Федерације је признала Републику Абхазију, област која је самостално прогласила независност од Грузије.